# Fritz Jahr
Paul Max Fritz Jahr, njemački filozof, učitelj i pastor, rođen je 18. siječnja 1895. u gradu Halleu na rijeci Saale u pokrajini Sachsen-Anhalt. Poput svog uzora Immanuela Kanta, Jahr rodno mjesto nije napustio sve do smrti 1. listopada 1953.
Značajan je zbog toga što je već 1926. u članku „Wissenschaft vom Leben und Sittenlehre“ („Znanost o životu i nauka o ćudoređu“) prvi put upotrijebio riječ „bioetika“, u potpunosti uobličio njen koncept te formulirao, po uzoru na Kanta, bio-etički imperativ kao smjernicu za djelovanje. Time je osigurao svoje mjesto u povijesti ideja kao otac bioetike.

## Životopis[5]
Otac Fritza Jahra bio je službenik osiguravajućeg društva Gustav Maximillian (1865. – 1930.), a majka mu je bila Auguste Marie Langrock (1862. – 1921.). Vjenčali su se 1892. godine i čini se da nisu imali druge djece. Iako su bili protestanti, Jahr je kršten po katoličkom obredu. U osnovnu se školu Zaklade Francke upisao 1901. godine, a u više razrede 1905. Međutim, tamo se nije posebno isticao – imao je 2 (od 5) iz marljivosti i ponašanja, a 2+ kao ukupan rezultat. Godine 1914. položio je maturu, a 1915. i dodatni ispit iz grčkog i latinskog jezika. Što se tiče studija, studirao je ukupno osam semestara, tijekom 1914. primarno filozofiju, ali i glazbu, povijest i nacionalno gospodarstvo, a od 1915. do 1919. i teologiju koju je zavolio već u školi, nakon krizme 1909. Nastavu etike kao dio studija propustio je zbog oboljenja od upale pluća. Nažalost, zdravstveni problemi pratili su ga kroz veliku većinu života, pa je tako bio na dužem bolovanju 1921. zbog upale poplućnice i srčanih tegoba, 1925. zbog respiratornih problema i 1931. zbog napada straha i nesanice koji su započeli samo dva mjeseca nakon što je po prvi puta bio stalno zaposlen, kao pastor 1. studenoga 1930.
Svoj učiteljski posao započeo je svibnja 1917. i radio je u raznim školama. Godine 1920. položio je ispit za osnovnoškolskog učitelja iz religije i povijesti. Sljedeće godine, prešao je u gradsku školu Wittekind. Od 1923. do 1925., imenovan je učiteljem Uprave grada Hallea za javne škole, no drugog je svibnja 1925. već napustio to mjesto jer se nije slagao s tadašnjim Obrazovnim vijećem. Kasnije je 1926. kratko vremena obnašao učiteljsku dužnost u osnovnoj školi Zaklade Francke, a zatim u Seydlitzovom liceju od kasne 1926. do 1928., kada je otišao jer je smatrao da mu privatno školstvo ne pruža dugoročno zadovoljstvo. Nakon par godina stanke, opet je počeo poučavati 1938. u školi Hutten kao zamjena za drugog učitelja. Tijekom posljednjih godina Drugog svjetskog rata (1943. do 1945.), poučavao je sviranje violončela u glazbenoj školi Centra za narodno obrazovanje.
Kada govorimo o Jahrovom religijskom životu, poznato je da se zaredio još 19. ožujka 1921., a svoju je dužnost u Crkvi započeo 1925. Prve četiri godine bio je svećenikom u crkvi Sv. Ivana u Dieskauu, zatim u Braunsdorfu od 1929. do 1930., i na kraju pastorom u Kaneni od 1930. do 1933. Zdravstveno stanje otežavalo mu je dužnost jer je morao uzimati bromide svaki put prije uspinjanja na propovjedaonicu. Međutim, Jahr je posao 1928. preko pisma upućenog generalnom superintendantu Saske crkvene pokrajine tražio na drugim mjestima: u Institutu za evangelički svjetonazor u Wittenbergu, u crkvenom tisku, u školi za đakonice, u Institutu za gluhonijeme, u Odjelu za narodno obrazovanje i za mjesto pastora u Halleu i Spickendorfu. U istom pismu spominje i naslov svoje disertacije pri Sveučilištu u Jeni „O etičkim odnosima čovjeka prema životinjama i biljkama“. Nažalost, koliko je poznato, niti jedna mu se opcija nije ostvarila. Par godina kasnije, 26. travnja 1932., Jahr se vjenčao za radnicu iz Bludaua Bertu Elisu Neuholz (1899. – 1947.) s kojom nije imao djece. Iste je godine, tijekom teških vremena za Njemačku, od Crkvenih vlasti tražio odobrenje za rano umirovljenje zbog „nervne iscrpljenosti“. Nedugo zatim, 1. ožujka 1933., on se i povlači iz službe.
Mjesec dana nakon kapitulacije Njemačke, u očajnom stanju, Jahr se pokušavao zaposliti ne birajući mjesto rada. U molbi za posao spomenuo je da je unatoč nesreći dobra zdravlja te je posebno naglasio kako nikada nije pristupio Nacionalsocijalističkoj njemačkoj radničkoj stranci (NSDAP). U listopadu 1946. zajedno s drugim pastorima potpisuje peticiju koja poziva na glasovanje za Socijalističku stranku jedinstva Njemačke koja je objavljena u listu Freiheit. Svoje je posljednje godine života proveo kao cijenjeni učitelj glazbe. Preminuo je u 10 sati ujutro 1. listopada 1953. u svome domu u Halleu zbog izljeva krvi u mozak zbog visokog krvnog tlaka.

## Glavne ideje

### Bioetika i bioetički imperativ
U Tübingenu lipnja 1997. godine na Šestom godišnjem skupu Njemačkog društva za povijest i teoriju biologije na temu „Etika bioznanosti: povijest i teorija“, profesor berlinskog Humboldtova sveučilišta Rolf Löther održao je predavanje o „Evoluciji biosfere i etici“. U dotičnom je izlaganju govorio o proširenju etike na život u cjelini, spominjući pri tome etiku prirode, etiku životinja, ekologijsku etiku, etiku okoliša i bio-etiku. Međutim, što se tiče Fritza Jahra, najvažnija rečenica Lötherova izlaganja je: „Uostalom, već prije 70 godina pojavio se u časopisu Kosmos 'Pregled etičkih odnosa čovjeka prema životinji i biljci' pod naslovom 'Bio-etika'“, s citatom spomenutog Jahrovog članka iz 1927. Löther je već tada prepoznao Jahra kao najranijeg zagovornika „bio-etike“. Njegovo izlaganje čula je pročelnica Eve-Marie Engels Katedre za etiku u bioznanostima Odsjeka za biologiju Fakulteta znanosti Sveučilišta Eberhard Karls u Tübingenu te je od Löthera zatražila i dobila punu referencu za spomenuti članak. Njenim trudom, vijest o otkriću Fritza Jahra počela se brzo širiti po cijelom svijetu.
Važnost dotičnog članka leži u tome što se vjerovalo kako je u njemu prvi put spomenuta „bio-etika“, njeno teorijsko utemeljenje i bioetički imperativ kao proširenje Kantova kategoričkog imperativa: „Poštuj svako živo biće u načelu kao svrhu u sebi i po mogućnosti postupaj s njim kao takvim!“. Međutim, 15. prosinca 2012. otkrilo se kako je Jahr sve to učinio malo ranije, 15. prosinca 1926., u članku „Znanost o životu i nauka o ćudoređu“ gdje je bioetiku koncipirao kao proširenje etičkih dužnosti prema svim živim bićima i gdje je formulirao spomenuti bioetički imperativ, navodeći pri argumentaciji Svetog Franju Asiškog, Friedricha Schleiermachera, Johanna Gottfrieda Herdera i druge intelektualce kako bi njihovim primjerom ojačao svoje ideje. Budući da je to najraniji spomen bioetike kao takve, Jahra smatramo njenim najranijim predstavnikom – ocem bioetike.
Važno je spomenuti i „drugog oca bioetike“, američkog biokemičara i profesora Vana Rensselaera Pottera, koji je 1970. godine, ne znajući za Jahra, formirao koncept bioetike kao nove filozofije koja bi trebala biti most između društveno-humanističkih i prirodnih znanosti. Njen cilj je zamislio kao ponovnu uspostavu ekološke ravnoteže i zaštitu prirodnih resursa te kao vraćanje izgubljenih moralnih vrijednosti biologiji (a i prirodnim znanostima u cjelini).

### Liberalno oblikovanje nastave svjetonazora
Još jedna bitna ideja Fritza Jahra jest liberalno oblikovanje nastave svjetonazora u kojoj zagovara kritičko mišljenje i slobodu misli, odnosno da učenik sam na temelju dostupnih informacija izgradi svoj svjetonazor. Jahr se također jasno izražava protiv bilo kakve indoktrinacije, to jest nasilnog oblikovanja svjetonazora.
Ta je ideja, kada se dovede u vezu s bioetikom, pozitivno utjecala na i potvrdila ideju integrativne bioetike profesora Ante Čovića s Filozofskog fakulteta Sveučilišta u Zagrebu koji zagovara interdisciplinarno i pluriperspektivno shvaćanje bioetike čiji je cilj integrirano orijentacijsko znanje utemeljeno upravo na dijalogu između znanstvenih i neznanstvenih disciplina. Osim toga, Čović zagovara i obogaćenje bioetike filozofskom i povijesnom tradicijom.

### Ostale ideje[15]
Osim spomenutoga, Fritz Jahr je zagovarao uporabu i širenje svjetskog jezika Ida umjesto Esperanta, uvođenje skladanja glazbe u nastavu te je promišljao Petu zapovijed, život poslije smrti, sumnju u Boga i Isusa, kršćansku etiku, vjeru u onostranost, unutarcrkvene vjerske borbe, prakršćansku zajednicu, značenje nedjelje, seksualnu i društvenu etiku i tako dalje.

## Djela
Danas znamo za 22 članka Fritza Jahra: 
- Svjetski jezik i svjetski jezici (Weltsprache und Weltsprachen) - 1924.
- Skladanje glazbe kao nastavna metoda - (Der Tonsatz als Unterrichtsmethode) – 1926.
- Znanost o životu i nauka o ćudoređu – (Wissenschaft vom Leben und Sittenlehre) – 1926.
- Bio-etika: osvrt na etički odnos čovjeka prema životinjama i biljkama – (Bio-Ethik: eine Umschau über die ethischen Beziehungen des Menschen zu Tier und Pflanze) – 1927.
- Smrt i životinje: razmatranje Pete zapovijedi – (Der Tod und die Tiere: eine Betracthung zum 5. Gebot) – 1928.
- Zaštita životinja i etika u svom međusobnom odnosu – (Tierschutz und Ethik in ihren Beziehungen zueinander) – 1928.
- Društvena i seksualna etika u dnevnom tisku – (Soziale und sexuelle Ethik in der Tageszeitung) – 1928.
- Putovi prema seksualnom etosu – (Wege zum sexuellen Ethos) – 1928.
- Dva temeljna etička problema u svojoj suprotnosti i svom sjedinjenju u društvenom životu – (Zwei ethische Grundprobleme in ihrem Gegensatz und in ihrer Vereinigung im sozialen Leben) – 1929.
- Diktatura svjetonazora ili sloboda misli? Razmišljanja o liberalnom oblikovanju nastave svjetonazora – (Gesinnungsdiktatur oder Gedankenfreiheit? Gedanken über eine liberale Gestaltung des Gesinnungunterrichts) – 1930.
- Dijete i tehnika – (Kind und Technik) – 1933.
- O životu nakon smrti: prema djelu Didactica magna J. A. Comeniusa – (Vom Leben nach dem Tode: aus J. A. Comenius Didactica magna) – 1933.
- Naša sumnja u Boga: subjektivne misli o nekoj tuđoj temi – (Unser Zweifel an Gott: subjektive Gedanken beim Thema eines Anderen) – 1933.
- Tri studije o Petoj zapovijedi – (Drei Studien zum 5. Gebot) – 1934.
- Vjera u onostranost i etika u kršćanstvu: poslijeuskršnje razmatranje – (Jenseitsglaube und Ethik in Christentum: eine nachösterliche Betrachtung) – 1934.
- Ćudoredno-socijalno značenje nedjelje – (Die sittlich-soziale Bedeutung des Sonntags) – 1934.
- Sumnja u Isusa? Razmatranje prema 'Parsifalu' Richarda Wagnera – (Zweifel an Jesus: eine Betracthung nach Richard Wagners 'Parsifal') – 1934.
- Etička razmatranja u vezi s unutarcrkvenim vjerskim borbama – (Ethische Betrachtungen zu innerkirchlichen Glaubenskämpfen) – 1935.
- Vjera i djela u svojoj suprotnosti i svom sjedinjenju – (Glaube und Werke in ihrem Gegensatz und in ihrer Vereinigung) – 1935.
- Tri odsječka života: razmatranje o stihovima 2 Kor 5, 1-10 i o Apostolskom vjerovanju – (Drei Abschnitte des Lebens: eine Betrachtung nach II. Korinther 5, 1-10 und nach dem Apostolischen Glaubensbekenntnis) – 1938.
- Nedjelja – svjetovni blagdan: razmatranje uz članak 16. nacrta Ustava – (Der Sonntag – ein weltlicher Feiertag: eine Betrachtung zu Artikel 10 des Verfassungsentwurfs) – 1947.
- Prakršćanska zajednica – (Urkristliche Communio) – 1948.

## Unutarnje poveznice
- Bioetika
- Immanuel Kant

## Vanjske poveznice
- Muzur, A., Rinčić, I.:  Fritz Jahr i rađanje europske bioetike
- Muzur, A./Rinčić, I.: Fritz Jahr (1895.–1953.) – čovjek koji je izmislio bioetiku. Preliminarna biografija i bibliografija
- Muzur, A./Sass, H. M.: Zbornik o Fritzu Jahru  Arhivirana inačica izvorne stranice od 25. kolovoza 2013. (Wayback Machine) (engl.)
- Temat o Fritzu Jahru u časopisu Jahr (engl.)
- Zagorac, I.: Bioetički imperativ Fritza Jahra